# Kładka Żernicka
Kładka Żernicka – kładka położona we Wrocławiu, w rejonie osiedla Żerniki, stanowiąca przeprawę nad rzeką Ślęzą.
Kładka wybudowana została w 2007 roku. Przez kładkę przeprowadzona jest droga dla pieszych i droga rowerowa. Wybudowana została obok Mostu Żernickiego, powyżej mostu, na południe od niego. Potrzeba jej budowy wynikała z braku chodników na moście położonym w ciągu ulicy Żernickiej.
Całkowita długość kładki wynosi 53,7 m, całkowita szerokość 4,46 m, a szerokość drogi 4,0 m. Konstrukcja kładki to płyta o zmiennej wysokości, dwuprzęsłowa, z obustronnymi wspornikami.